# Andy Mientus
Andy Mientus (Ross Township, 10 novembre 1986) è un attore e cantante statunitense, noto soprattutto per aver interpretato Kyle Bishop in Smash.

## Biografia
Mientus è apparso in diversi musical a Broadway e negli Stati Uniti d'America, tra cui Spring Awakening (nel ruolo di Hanschen; 2008 e 2015), Shine (nel ruolo di Richard; 2010) Carrie (nel ruolo di Stokes; 2012) e Les Misérables (nel ruolo di Marius; 2014), per cui ha vinto l'Audience Choice Award. Nel 2014 interpreta il Pifferaio in The Flash.
Mientus si dichiara bisessuale ed è sposato con Michael Arden.

## Filmografia parziale

### Televisione
- Smash – serie TV, 14 episodi (2013)
- Anger Management – serie TV, 2 episodi (2013)
- Chasing Life – serie TV, 4 episodi (2014)
- The Flash – serie TV, 9 episodi (2014-2023)
- Gone – serie TV, 12 episodi (2017-2019)
- Evil – serie TV, episodio 4×06 (2024)

## Teatro
- Spring Awakening, colonna sonora di Duncan Sheik, libretto di Steven Sater, regia di Michael Mayer. Tour statunitense (2008-2010)
- Shine!, colonna sonora di Roger Anderson, tesi di Lee Goldsmith, libretto di Richard Seff, regia di Peter Flynn. New York Musical Theatre Festival di New York (2010)
- Academy, colonna sonora e libretto di John Mercurio, regia di Igor Goldin. York Theatre Company di New York (2011)
- Rent, colonna sonora e libretto di Jonathan Larson, regia di Karen Azenberg. Pioneer Theatre Company di Salt Lake City (2011)[3]

- Crazy, Just Like Me, colonna sonora di Drew Gasparini e libretto di Louis Sacco e Drew Gasparini, regia di Stephen Agosto. New York Musical Theatre Festival di New York (2011)[4]
- Carrie, colonna sonora di Michael Gore, testi di Dean Pitchford, libretto di Lawrence D. Cohen, regia di Stafford Arima. Lucille Lorter Theatre di New York (2012)
- Les Misérables, colonna sonora di Claude-Michel Schönberg, testi e libretto di Alain Boublil e Herbert Kretzmer, regia di Laurence Connor e James Powell;. Imperial Theatre di Broadway (2012)
- Parade, colonna sonora di Jason Robert Brown, libretto di Alfred Uhry, regia di  Gary Griffin. David Geffen Hall di New York (2015)
- Spring Awakening, colonna sonora di Duncan Sheik, libretto di Steven Sater, regia di Michael Arden. Wallis Annenberg Center di Los Angeles (2015)
- Bent, regia di Martin Sherman, regia di Moisés Kaufman. Mark Taper Forum di Los Angeles (2015)
- Atti osceni - I tre processi di Oscar Wilde, testo e regia di Moisés Kaufman. Gerald W. Lynch Theater di New York (2015)
- Spring Awakening, colonna sonora di Duncan Sheik, libretto di Steven Sater, regia di Michael Arden. Brooks Atkinson Theatre di Broadway (2015)
- Ragtime, colonna sonora di Stephen Flaherty, testi di Lynn Ahrens, libretto di Terrence McNally, regia di Sammi Cannold. Ellis Island di New York (2016)
- Wicked, libretto di Winnie Holzman, colonna sonora di Stephen Schwartz, regia di Joe Mantello. Tour statunitense (2016-2017)
- The Who's Tommy, colonna sonora di Pete Townshend, libretto di Des McAnuff, regia di Sam Buntrock. Denver Center for the Performing Arts di Denver (2018)
- The View UpStairs, colonna sonora e libretto di Max Vernon, regia di Jonathan O'Boyle. Soho Theatre di Londra (2019)
- Tick, Tick... Boom!, colonna sonora e libretto di Jonathan Larson. Bucks County Playhouse di New Hope (2023)